# Nguyễn Phan Chánh
Nguyễn Phan Chánh (阮潘正, 21 tháng 7 năm 1892 – 22 tháng 11 năm 1984) bút hiệu Hồng Nam (鴻南), là một danh họa trong nghệ thuật tranh lụa; Đại biểu Quốc hội Việt Nam Dân chủ Cộng hòa (1964-1970) khóa III. Ông là người đầu tiên mang vinh quang về cho tranh lụa Việt Nam.

## Tiểu sử và cuộc đời
Nguyễn Phan Chánh sinh ngày 21 tháng 7 năm 1892 tại thôn Tiền Bạt, xã Trung Tiết, huyện Thạch Hà nay là phường Tân Giang, thành phố Hà Tĩnh, tỉnh Hà Tĩnh.
Năm 1922 ông tốt nghiệp Trường Cao đẳng Sư phạm thuộc trường Quốc học Huế. Sau đó ở lại dạy học tại trường tiểu học Đông Ba Huế. Năm 1925, Nguyễn Phan Chánh là sinh viên khóa đầu tiên của Trường Cao đẳng Mỹ thuật Đông Dương, cùng học với Lê Phổ, Lê Văn Đệ, Mai Trung Thứ, Công Văn Trung, Georges Khánh (điêu khắc). Năm 1928, ông bắt đầu sáng tác các tranh sơn dầu: "Mẹ bầy cho con đan len", "Hai vợ chồng người nông dân trục lúa" và cũng năm này ông bắt đầu học vẽ trên lụa Vân Nam và đã thành công. Ông tốt nghiệp năm 1930.
Năm 1931, Nguyễn Phan Chánh sáng tác tranh lụa "Chơi ô ăn quan" cùng một số họa phẩm khác như "Cô gái rửa rau", "Em bé cho chim ăn", "Lên đồng". Cũng năm này tại triển lãm Paris, Pháp một số tranh lụa của Nguyễn Phan Chánh đã được Giám đốc Victor Tardieu mang về Pháp giới thiệu. Lần đầu tiên công chúng Pháp biết tranh lụa Việt Nam qua bút pháp Nguyễn Phan Chánh. Họa báo L'Illustration xuất bản ở Paris số Noel 1932 đã giới thiệu 4 bức tranh này của họa sĩ. Một số tranh lụa của Nguyễn Phan Chánh đã được trưng bày ở Milan (Ý) năm 1934, ở San Francisco (Mỹ) năm 1937, ở Tokyo (Nhật Bản) năm 1940. Sau cuộc triển lãm ở Paris, họa sĩ Nguyễn Phan Chánh được coi là người đặt nền tảng cho tranh lụa hiện đại Việt Nam.
Năm 1933, ông tham gia bày tranh ở Địa ốc Ngân hàng Hà Nội và triển lãm cá nhân lần thứ nhất ở Hà Nội. Năm 1935, ông tham gia triển lãm do Hội Chấn hưng Mỹ thuật và Kỹ nghệ (SADEAI) tổ chức lần thứ nhất tại Hà Nội. Năm 1938, ông tham gia triển lãm do SADEAI tổ chức lần thứ 2 tại Hà Nội, cũng năm nay ông tổ chức triểm lãm cá nhân lần thứ 2 tại Hà Nội với các tác phẩm tiêu biểu: "Đôi chim bồ câu", "Chăn trâu trong rừng", "Đi chợ", "Tắm cho trâu", "Đi lễ chùa". Năm 1939, tại quê ông đi vẽ ảnh "Đền làng", "Cầu ao", "Xóm Chài", "Hui thuyền", "Thuyền đánh cá", và cũng trong năm đấy Nguyễn Phan Chánh gửi sang Pháp những tranh cỡ lớn "Mùa đông đi cấy", "Chim sổ lồng", "Chị em đùa cá", "Công chúa hoa dâm bụt" cùng một số tác phẩm khác.
Sau Cách mạng tháng 8, Nguyễn Phan Chánh là Ủy viên Thường vụ Hội Văn hóa Cứu quốc của tỉnh. Trong thời gian này ông đã vẽ hình của rất nhiều các lãnh tụ và các chiến sĩ cộng sản: Nguyễn Ái Quốc, Lê Hồng Phong, Nguyễn Thị Minh Khai, Trần Phú. Trong chín năm tham gia kháng chiến, họa sĩ đã vẽ tranh tuyên truyền cổ động: "Em bé tẩm dầu", (1946), "Phá kho bom giặc" (1947), "Lội suối", (1949).
Sau Cách mạng Tháng Tám, họa sĩ Nguyễn Phan Chánh về quê phải đi vẽ ở chợ Thượng (Đức Thọ, Hà Tĩnh) để kiếm sống. Cụ vẽ rất tài nhưng thu nhập chẳng bao nhiêu. Chắc là do muốn rút ngắn công đoạn, cụ vẽ sẵn các kiểu ăn mặc trước, trừ cái đầu, ai cần loại gì thì ráp vào cho nhanh. Nào ngờ có lần một ông ông khách mặc áo nông dân nhưng đòi trang phục cấp tướng. Lúc ấy làm gì có trang phục cấp tướng, họa sĩ đành vẽ kiểu phường tuồng, sau đó là kiểu Napoleon.Chủ và khách trò chuyện từ đó hiểu nhau, ít lâu sau danh họa Nguyễn Phan Chánh đóng cửa hiệu truyền thần, tham gia Hội văn nghệ Liên khu IV. 
Năm 1955, Nguyễn Phan Chánh trở về Hà Nội, làm giảng viên hội họa Trường Đại học Mỹ thuật trong vài năm. Năm 1957, ông được bầu vào Ban Chấp hành Hội Mỹ thuật Việt Nam khoá I. Năm 1962, ông là Đại biểu Đại hội liên hoan Anh hùng và Chiến sĩ thi đua toàn quốc lần thứ III.
Nguyễn Phan Chánh sáng tác tác phẩm đầu tiên về đề tài kháng chiến chống Mỹ, "Sau giờ trực chiến" (1967), tiếp đó là "Trăng tỏ" (1968), "Hạnh phúc" (lụa, 1968), "Chiều về tắm cho con" (1969), "Trăng lu" (lụa, 1970), "Tiên Dung và Chử Đồng Tử" (1973). Trong những ngày máy bay Mỹ ném bom Hà Nội, phòng tranh mừng họa sĩ 80 tuổi vẫn được mở tại Bảo tàng Mỹ thuật Việt Nam, sau đó bày tại 10 Nguyễn Cảnh Chân, Hà Nội. Năm 1973, Nguyễn Phan Chánh sáng tác những tác phẩm cuối cùng về đề tài tắm: "Tiên Dung tắm", "Tiên Dung và Chử Đồng Tử", "Lội suối" và bức sau cùng là "Kiều tắm". Năm 1974, ông dự triển lãm tranh tượng về đề tài lực lượng vũ trang với tác phẩm "Sau giờ trực chiến" (lụa).
Tháng 8 và tháng 9 năm 1982, mừng thọ họa sĩ 90 tuổi, Bộ Văn hoá Việt Nam cùng Bộ Văn hoá Tiệp Khắc, Bộ Văn hoá Hungary tổ chức triển lãm 47 tác phẩm của các thời kỳ sáng tác của Nguyễn Phan Chánh tại Praha, Bratislava, Budapest, Bucharest. Tháng 7 năm 1983, phòng tranh Nguyễn Phan Chánh được trưng bày tại Viện Bảo tàng Phương Đông ở Moskva.
Ông mất ngày 22 tháng 11 năm 1984 tại Hà Nội và được an táng tại Nghĩa trang Mai Dịch.

## Đóng góp
Ông được coi là người chiết trung phương pháp tạo hình phương Tây và họa pháp tranh lụa phương Đông.
Trong cuộc Đấu xảo thuộc địa 1931 tại Paris những tác phẩm đầu tiên của Nguyễn Phan Chánh đã gây được tiếng vang lớn. Ông được xem như một trong những họa sĩ tiêu biểu cho nền hội họa Đông Dương.
Với những thành tựu trong sự nghiệp sáng tác, Nguyễn Phan Chánh được mời tham gia giảng dạy Mỹ thuật tại một số trường học, trong đó có Trường Bưởi và Trường Đại học Mỹ thuật Hà Nội (1955). Ông đã góp phần đào tạo nhiều thế hệ họa sĩ Việt Nam sau này.
Suốt cuộc đời làm nghệ thuật, Nguyễn Phan Chánh đã để lại một sự nghiệp đồ sộ với số lượng ước khoảng trên 170 tác phẩm. Ông là người đang giữ kỷ lục về số tác phẩm được trưng bày tại Bảo tàng Mỹ thuật Việt Nam.
Bức tranh Người bán gạo (tiếng Pháp: La marchand de riz) trong cuộc bán đấu giá
của Christie's International tại Hồng Kông ngày 27 tháng 5 năm 2013 được bán với giá kỷ lục là 390.000 Mỹ kim. Vào thời điểm đó, đây là giá cao nhất trên thị trường mỹ thuật trả cho một bức tranh của họa sĩ người Việt.
Bức tranh Em bé bên chú chim (tiếng Pháp: Enfant à l'oiseau) trong cuộc bán đấu giá của Christie's International tại Hồng Kông ngày 27 tháng 5 năm 2018 được bán với giá kỷ lục là 853.921 Mỹ kim. Đây là giá cao nhất trả cho một bức tranh của họa sĩ Việt Nam tại thời điểm năm 2018.
Tại cuộc đấu giá "Thế kỷ 20 và nghệ thuật đương đại" ngày 29 tháng 5 năm 2019 của Nhà đấu giá Christie's International tại Hồng Kông, bức tranh Chơi cờ (tiếng Pháp: Le Jeu des Cases Gagnantes đã được bán với giá 440.000 Mỹ kim.

## Các tác phẩm tiêu biểu
| - Chơi ô ăn quan - Lên đồng - Em bé cho chim ăn - Rửa rau cầu ao - Đi cày - Đi cấy | - Trốn tìm - Chim sổ lồng - Chị em đùa cá - Trăng tỏ - Trăng lu - Chiều về tắm cho con | - Sau giờ trực chiến - Bát nước giải lao - Đi chống hạn - Đan mây - Bữa cơm mùa thắng lợi - Tiên Dung và Chử Đồng Tử - Người bán gạo - Hạnh phúc |

## Phong tặng
Ông được Nhà nước Việt Nam trao tặng Huân chương Lao động hạng 3, Huân chương Lao động hạng nhất, Huân chương Độc lập hạng nhất. Ông được truy tặng giải thưởng Hồ Chí Minh đợt I năm 1996.
Tháng 12-2020, Ủy ban Nhân dân thành phố Hà Nội quyết định gắn biển "Phố Nguyễn Phan Chánh" cho một con phố ở Quận Hoàng Mai.

## Gia đình
- Con gái: Nguyễn Nguyệt Tú, Nguyễn Nguyệt Anh, Nguyễn Nguyệt Lệ; Con trai: Nguyễn Phan Quang, Nguyễn Phan Oánh, Nguyễn Phan Cảnh